# 玛丽亚·乌利蒂娜
玛丽亚·乌利蒂娜（烏克蘭語：Мария Улитина，1991年11月5日—），烏克蘭女子羽毛球運動員。

## 簡歷
2013年8月，玛丽亚·乌利蒂娜參加中國廣州舉行的世界羽毛球錦標賽，出戰女子單打項目，首圈因對手棄權而自動晉級，但在第二圈僅打了20分鐘，就以0比2（9-21、10-21）不敵頭號種子、中國的李雪芮出局。
2014年8月，玛丽亚·乌利蒂娜參加丹麥哥本哈根舉行的世界羽毛球錦標賽，出戰女子單打項目，首圈就以0比2（21-23、20-22）不敵保加利亞的佩蒂娅·内德尔奇娃出局。
2015年8月，乌利蒂娜參加印尼雅加達舉行的世界羽毛球錦標賽，出戰女子單打項目，首圈就以0比2（11-21、17-21）不敵瑞士的萨布丽娜·贾奎特出局。
2017年8月，乌利蒂娜參加蘇格蘭格拉斯哥舉行的世界羽毛球錦標賽，出戰女子單打項目，首圈就以0比2（15-21、19-21）不敵丹麥的萊恩·杰克斯菲德出局。

## 主要比賽成績
只列出曾進入準決賽的國際賽事成績：
| 年份   | 賽事                   | 公開賽級別 | 項目     | 搭檔              | 成績   |
| ------ | ---------------------- | ---------- | -------- | ----------------- | ------ |
| 2009年 | 哈爾科夫羽毛球國際賽   | 國際系列賽 | 女子雙打 | 纳塔利娅·沃伊切赫 | 準決賽 |
| 2009年 | 斯洛伐克羽毛球公開賽   | 未來系列賽 | 女子雙打 | 纳塔利娅·沃伊切赫 | 亞軍   |
| 2010年 | 哈爾科夫羽毛球國際賽   | 國際挑戰賽 | 女子單打 | －                | 亞軍   |
| 2010年 | 哈爾科夫羽毛球國際賽   | 國際挑戰賽 | 女子雙打 | 纳塔利娅·沃伊切赫 | 冠軍   |
| 2010年 | 斯洛伐克羽毛球公開賽   | 未來系列賽 | 女子單打 | －                | 冠軍   |
| 2010年 | 斯洛伐克羽毛球公開賽   | 未來系列賽 | 女子雙打 | 纳塔利娅·沃伊切赫 | 亞軍   |
| 2010年 | 捷克羽毛球國際賽       | 國際挑戰賽 | 女子雙打 | 纳塔利娅·沃伊切赫 | 準決賽 |
| 2010年 | 土耳其羽毛球國際賽     | 國際系列賽 | 女子雙打 | 纳塔利娅·沃伊切赫 | 準決賽 |
| 2011年 | 愛沙尼亞羽毛球國際賽   | 國際系列賽 | 女子單打 | －                | 準決賽 |
| 2011年 | 愛沙尼亞羽毛球國際賽   | 國際系列賽 | 女子雙打 | 纳塔利娅·沃伊切赫 | 亞軍   |
| 2011年 | 立陶宛羽毛球公開賽     | 國際系列賽 | 女子雙打 | 纳塔利娅·沃伊切赫 | 亞軍   |
| 2011年 | 匈牙利羽毛球國際賽     | 國際系列賽 | 女子單打 | －                | 準決賽 |
| 2012年 | 匈牙利羽毛球國際賽     | 國際系列賽 | 女子單打 | －                | 冠軍   |
| 2013年 | 愛沙尼亞羽毛球國際賽   | 國際系列賽 | 女子單打 | －                | 準決賽 |
| 2013年 | 斯洛文尼亞羽毛球國際賽 | 國際系列賽 | 女子單打 | －                | 冠軍   |
| 2013年 | 哈爾科夫羽毛球國際賽   | 國際挑戰賽 | 女子單打 | －                | 準決賽 |
| 2013年 | 捷克羽毛球國際賽       | 國際挑戰賽 | 女子單打 | －                | 準決賽 |
| 2014年 | 愛沙尼亞羽毛球國際賽   | 國際系列賽 | 女子單打 | －                | 亞軍   |
| 2014年 | 哈爾科夫羽毛球國際賽   | 國際挑戰賽 | 女子單打 | －                | 準決賽 |
| 2014年 | 捷克羽毛球國際賽       | 國際挑戰賽 | 女子單打 | －                | 亞軍   |
| 2014年 | 保加利亞羽毛球國際賽   | 國際挑戰賽 | 女子單打 | －                | 準決賽 |
| 2015年 | 波蘭羽毛球公開賽       | 國際挑戰賽 | 女子單打 | －                | 亞軍   |
| 2015年 | 斯洛文尼亞羽毛球國際賽 | 國際系列賽 | 女子單打 | －                | 冠軍   |
| 2015年 | 哈爾科夫羽毛球國際賽   | 國際挑戰賽 | 女子單打 | －                | 準決賽 |
| 2015年 | 保加利亞羽毛球國際賽   | 國際挑戰賽 | 女子單打 | －                | 亞軍   |
| 2016年 | 愛沙尼亞羽毛球國際賽   | 國際系列賽 | 女子單打 | －                | 亞軍   |
| 2017年 | 哈爾科夫羽毛球國際賽   | 國際挑戰賽 | 女子雙打 | 纳塔利娅·沃伊切赫 | 亞軍   |
| 2017年 | 荷蘭羽毛球大獎賽       | 大獎賽     | 女子單打 | －                | 準決賽 |
| 2019年 | 牙買加羽毛球國際賽     | 國際系列賽 | 女子單打 | －                | 準決賽 |
| 2019年 | 斯洛文尼亞羽毛球國際賽 | 國際系列賽 | 女子單打 | －                | 準決賽 |
| 2020年 | 愛沙尼亞羽毛球國際賽   | 國際系列賽 | 女子單打 | －                | 準決賽 |
| 2022年 | 烏克蘭羽毛球公開賽     | 國際挑戰賽 | 女子單打 | －                | 準決賽 |

| 2007-2017年 | 首要超級賽 | 超級賽 | 黃金大獎賽 | 大獎賽 | 國際挑戰賽 | 國際系列賽 | 未來系列賽 | 其他 |

| 2018-2026年 | 總決賽 | 超級1000賽 | 超級750賽 | 超級500賽 | 超級300賽 | 超級100賽 | 國際挑戰賽 | 國際系列賽 | 未來系列賽 | 其他 |

### 奧運會和世錦賽參賽紀錄
|          | 搭檔              | 2010 | 2011 | 2012 | 2013 | 2014 | 2015 | 2016 | 2017 | 2018 | 2020       | 2022 | 2023 |
| -------- | ----------------- | ---- | ---- | ---- | ---- | ---- | ---- | ---- | ---- | ---- | ---------- | ---- | ---- |
| 女子單打 | 不適用            | －   | －   | －   | 32強 | 64強 | 64強 | 16強 | 64強 | 64強 | 小組第二名 | 64強 | 64強 |
|          |                   |      |      |      |      |      |      |      |      |      |            |      |      |
| 女子雙打 | 纳塔利娅·沃伊切赫 | 32強 | 64強 | －   | －   | －   | －   | －   | －   | －   | －         | －   | －   |